# Mansonia altissima
Mansonia altissima là một loài thực vật có hoa trong họ Cẩm quỳ. Loài này được (A. Chev.) A. Chev. mô tả khoa học đầu tiên năm 1912.